# Октябрьский (Мантуровский район)
Октя́брьский — посёлок в Мантуровском районе Костромской области России. Центр Октябрьского поселения и, до 2018 года, одноимённого сельского поселения. С 2018 года в составе городского округа город Мантурово.
Железнодорожная станция Брантовка на линии Галич — Котельнич.

## История
Железнодорожная станция и станционный посёлок Брантовка основана в 1906 году. С 1930 года в посёлке начала развиваться лесообрабатывающая промышленность. В 1931 году началось строительство узкоколейной железной дороги в сторону Кологрива. По узкоколейке осуществлялись перевозки леса, различных хозяйственных грузов и пассажиров. К моменту своего закрытия в 2003 году длина Октябрьской УЖД составляла 80 км.
В 1939 году Брантовка получила статус посёлка городского типа и была переименована в Октябрьский в честь 22-летия Октябрьской революции
С 1997 года — сельский населённый пункт.
30 декабря 2004 года в соответствии с Законом Костромской области № 237-ЗКО посёлок становится центром Октябрьского сельского поселения.

## Население
| 1959 | 1970  | 1979  | 1989  | 2008  | 2010  | 2014  |
| ---- | ----- | ----- | ----- | ----- | ----- | ----- |
| 5544 | ↘4035 | ↘3056 | ↘2250 | ↘1278 | ↘1099 | ↗1102 |

## Экономика
Основные предприятия посёлка — ЗАО «Зил-лес» (закрыт в 2020 году), Железнодорожная станция «Брантовка»

## Инфраструктура
В посёлке имеются школа, детский сад, дом культуры, библиотека, амбулатория.

## Известные люди
- Голчин, Иван Константинович